# Bikini bridge
Le bikini bridge est un néologisme relevé dès 2009 pour décrire l'espace laissé libre entre l'abdomen et l'élastique du bas de maillot. Il a été repris dans l'hiver de 2014 dans une campagne de 4chan ("Operation Bikini Bridge") lancée pour faire parler de 4chan. Le battage médiatique qui s'ensuit fait tomber de nombreuses adolescentes dans ce piège à vocation pro-ana.

## Histoire

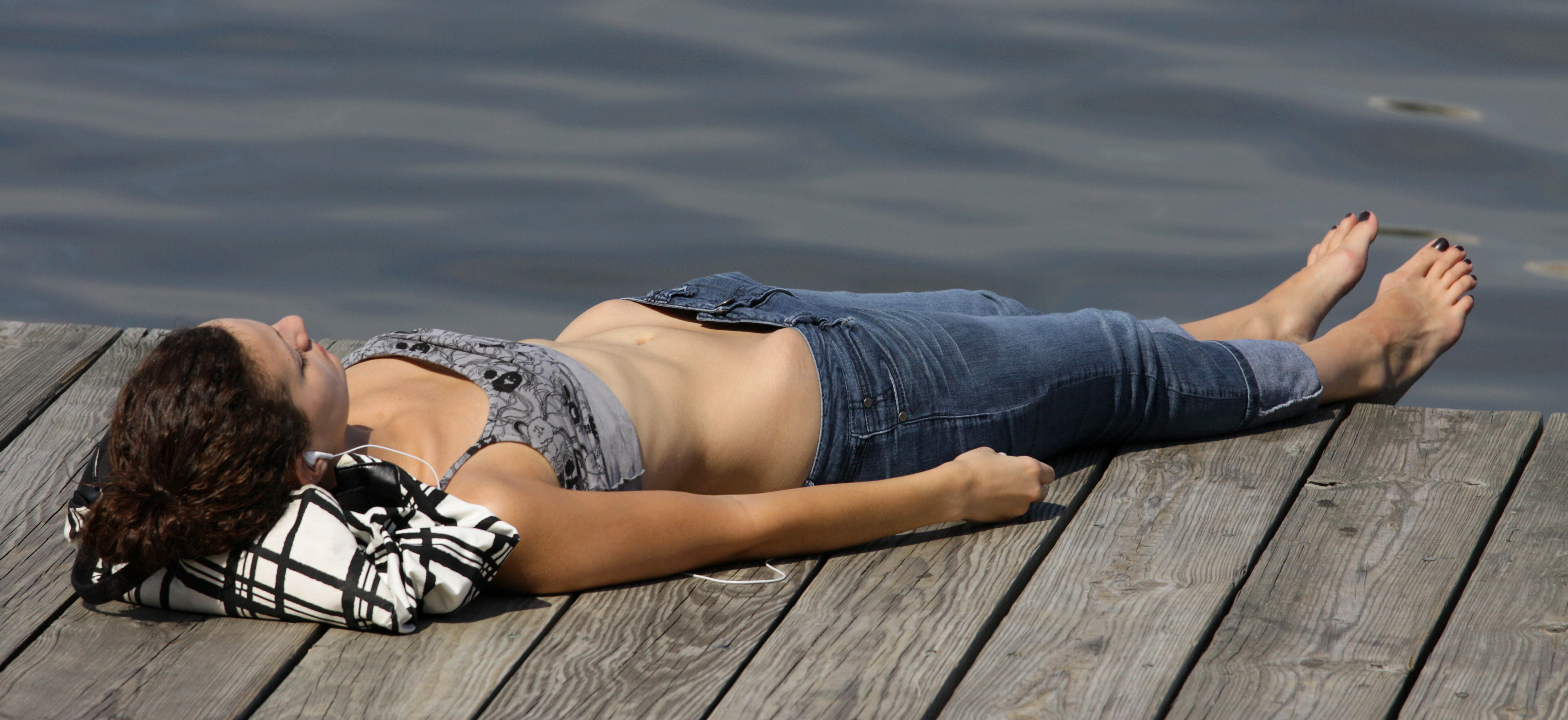
une photo postée sur un réseau social pour montrer son bikini bridge

Quelques années après le phénomène viral du « thigh gap », « Operation Bikini Bridge »  a été annoncé sur 4chan le 5 janvier 2014 de manière anonyme. 10 310 tweets apparaissent dans les huit prochains jours. L'histoire aurait pu s'arrêter au simple canular, mais la réalité a vite dépassé le simulacre.
Le graal minceur 4-chan de l'hiver 2014 était un espacement laissé libre entre l'abdomen et l'élastique de ceinture du bas de maillot, lorsque celui-ci repose sur les os des hanches. Les clichés de jeunes femmes allongées sur le sable et photographiant par leur ventre se multiplient sur les réseaux sociaux. En reprenant l'histoire, les médias l'amplifient.